# کانادا در المپیک زمستانی ۲۰۱۰

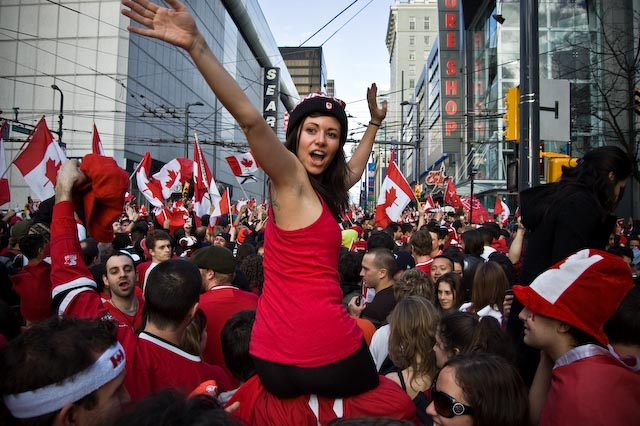
جشن مردم کانادا پس از قهرمانی تیم هاکی روی یخ کانادا در بازی نهایی این دوره

کانادا به عنوان میزبان بازی‌ها، با ۲۰۶ ورزشکار در تمامی رشته‌ها در بازی‌های المپیک زمستانی ۲۰۱۰ شرکت کرد. از این تعداد ورزشکار، ۱۱۶ نفر مرد بودند، و ۹۰ زن.

## تعداد و توزیع مدال‌ها
از نظر تعداد مدال‌های طلا، کانادا به مقام قهرمانی دست یافت. جدول نهایی مدال‌های کانادا به قرار زیر است.
| مدال‌های کانادا بر پایه ورزش | مدال‌های کانادا بر پایه ورزش | مدال‌های کانادا بر پایه ورزش | مدال‌های کانادا بر پایه ورزش | مدال‌های کانادا بر پایه ورزش |
| --------------------------- | --------------------------- | --------------------------- | --------------------------- | --------------------------- |
| ورزش                        | طلا                         | نقره                        | برنز                        | تعداد                       |
| اسکیت سرعتی مسیر کوتاه      | ۲                           | ۲                           | ۱                           | ۵                           |
| اسکیت سرعتی                 | ۲                           | ۱                           | ۲                           | ۵                           |
| اسکی آزاد                   | ۲                           | ۱                           | ۰                           | ۳                           |
| اسنوبرد                     | ۲                           | ۱                           | ۰                           | ۳                           |
| هاکی روی یخ                 | ۲                           | ۰                           | ۰                           | ۲                           |
| بابسلد                      | ۱                           | ۱                           | ۱                           | ۳                           |
| کرلینگ                      | ۱                           | ۱                           | ۰                           | ۲                           |
| پاتیناژ نمایشی              | ۱                           | ۰                           | ۱                           | ۲                           |
| اسکلتون                     | ۱                           | ۰                           | ۰                           | ۱                           |
| مجموع                       | ۱۴                          | ۷                           | ۵                           | ۲۶                          |